# Одера, Крис
Криспайн «Крис» Одера Одето (англ. Crispine "Chris" Odera Odeto; 12 декабря 1963 — 27 ноября 2012, Крефельд, Северный Рейн-Вестфалия) — кенийский боксёр, представитель тяжёлой весовой категории. Выступал за национальную сборную Кении по боксу во второй половине 1980-х годов, чемпион Всеафриканских игр, победитель и призёр турниров международного значения, участник летних Олимпийских игр в Сеуле.

## Биография
Крис Одера родился 12 декабря 1963 года.
Первого серьёзного успеха на взрослом международном уровне добился в сезоне 1987 года, когда вошёл в основной состав кенийской национальной сборной и выступил на домашних Всеафриканских играх в Найроби, где одержал победу в зачёте тяжёлой весовой категории. Также в этом сезоне взял бронзу на Кубке мира в Белграде, уступив на стадии полуфиналов советскому боксёру Вячеславу Яковлеву.
В 1988 году отметился выступлением на международном турнире Intercup в Карлсруэ, где в четвертьфинале единогласным решением судей проиграл представителю Канады Ленноксу Льюису, будущему многократному чемпиону мира среди профессионалов. Благодаря череде удачных выступлений удостоился права защищать честь страны на летних Олимпийских играх в Сеуле — уже в стартовом поединке категории свыше 91 кг вновь встретился с Ленноксом Льюисом и на сей раз потерпел от него досрочное поражение во втором раунде.
После сеульской Олимпиады Одера ещё в течение некоторого времени оставался в составе боксёрской команды Кении и продолжал принимать участие в крупнейших международных турнирах. Так, в 1990 году он выступил на Кубке мира в Бомбее, где, тем не менее, попасть в число призёров не смог.
Умер от почечной недостаточности 27 ноября 2012 года в Крефельде, Германия, в возрасте 48 лет.